# Round-robin
A round-robin féle ütemezés egy algoritmus, melyet a számítástechnikában használnak hálózati terhelés elosztására. Az algoritmus lényege: minden folyamat egyenlő időrést kap a hálózat működése során, és ez folyamatosan kering az egyes folyamatok között. A gyakorlatban úgy működik, hogy van egy nagy kapacitású számítógép, és erre kapcsolódik számos munkaállomás (terminál). A munkaállomásoknál dolgozók úgy érzékelik, hogy csak velük foglalkozik a számítógép. Minden munkaállomás egyenlő időt kap a munka elvégzéséhez. A munkaállomások egyenlő prioritással rendelkeznek, nincs előnyben részesített állomás.
A round-robin elnevezés és elv ismert más területeken is, ahol a résztvevők egyenlő eséllyel vesznek részt egy folyamatban: bajnokságokban, versenyeken, játékokban ez a körmérkőzés.